# Fabián Castillo
 Fabián Andrés Castillo Sánchez  (Cali, Valle del Cauca, Colombia; 17 de junio de 1992) es un futbolista colombiano, juega como delantero y actualmente se encuentra en el Deportivo Cali de la Categoría Primera A de Colombia.

## Biografía
Es hijo de Fabio Castillo y Laura Sánchez. Su abuela Mery Escobar era quien lo llevaba a sus entrenamientos. Tiene cinco hermanos, tres hermanas y dos hermanos.

## Trayectoria

### Deportivo Cali
Castillo inició su carrera en las categorías inferiores del lado colombiano Deportivo Cali. En 2010 se incorporó al primer equipo y se convirtió en un jugador importante para el club. El 18 de julio de 2010, marcó su primer gol como profesional con Deportivo Cali en el empate 1-1 ante el Deportes Tolima. En su primer año con el club en el que apareció en 18 partidos de liga y marcó 3 goles, también fue capaz de ayudar a Deportivo Cali a capturar la Copa Colombia 2010.

### FC Dallas

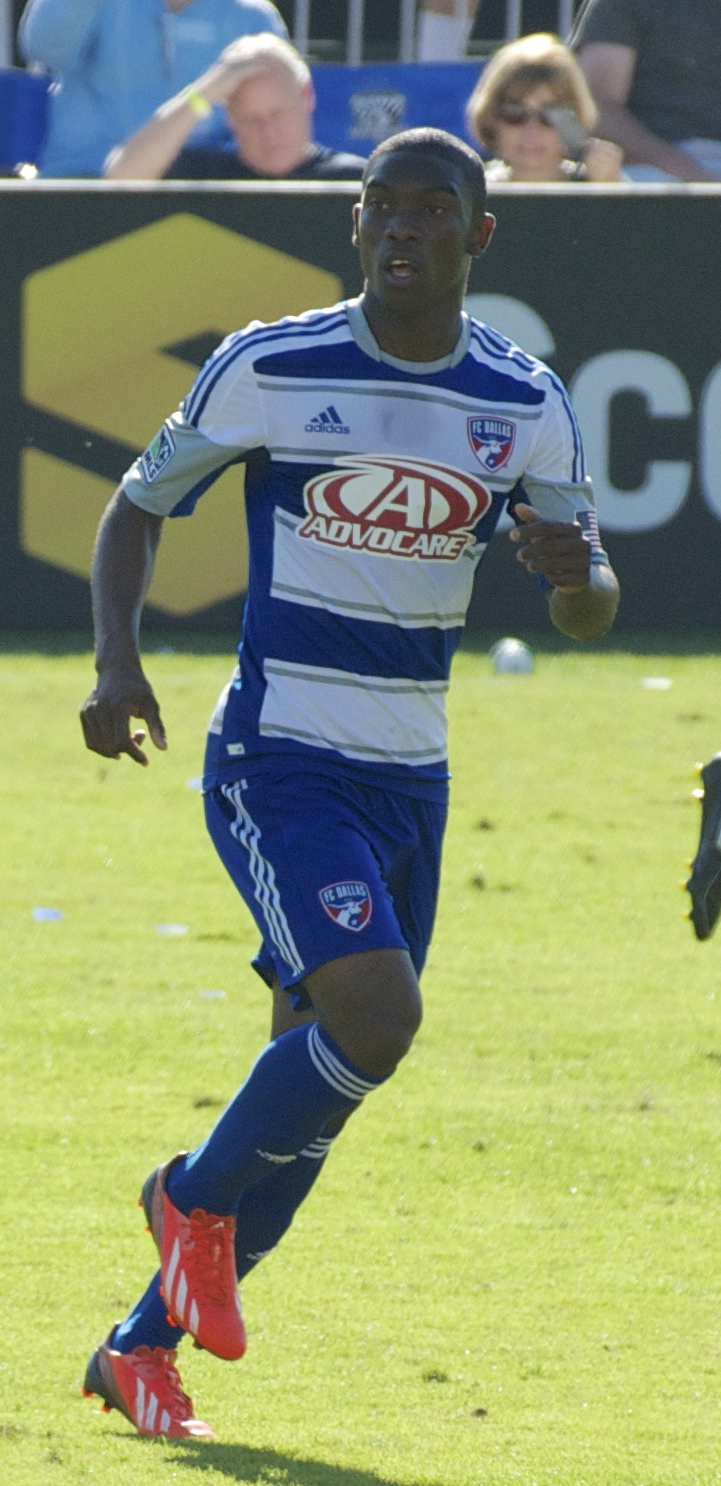
Fabian Castillo jugando con el Dallas.

El 3 de marzo de 2011, se informó por primera vez por el sitio Noticias colombiano El País, y confirmado por FC Dallas que se había llegado a un acuerdo para que el joven delantero colombiano al Dallas en un acuerdo por 3 años. El informe no confirmado señaló la tasa de transferencia fue de 800.000 dólares y que Dallas será la propietaria del 50% de los derechos del jugador, mientras que Deportivo Cali mantendría la otra mitad. Dallas confirmó la firma del Castillo el 7 de marzo de 2011.
Hizo su debut con Dallas el 26 de marzo de 2011, en una derrota por 2-1 a los San Jose Earthquakes. Castillo fue nombrado en el once ideal de la fecha 9 de la MLS en la temporada 2011 por su juego contra Philadelphia Union y Toronto. Anotaría su primer gol para el club contra el Los Angeles Galaxy en mayo.
El 10 de febrero de 2015, el Dallas anunció que Castillo se firmó un nuevo contrato de cinco años. Por políticas del equipo, los términos del acuerdo no debían ser revelados.
El 18 de julio de 2015, se anunció que Fabián Castillo sería parte de la 2015 de AT & T MLS All-Star Roster para jugar contra el Tottenham Hotspur. El miércoles, 29 de julio de Castillo ingresó en el medio tiempo y jugó un total de 45 minutos, creando muchas oportunidades y tener muchos tiros en el blanco. fue el goleador de su equipo en la Major League Soccer 2015 con 9 goles en 24 partidos jugados siendo uno de los latinoamericanos más destacados en Estados Unidos por lo que le valió su llamado a la Selección Colombia.

### Trabzonspor
El 4 de agosto es oficializado como nuevo jugador del Trabzonspor de la Superliga de Turquía. Debutaría el 21 de agosto por la primera fecha de la Liga jugando 63 minutos en la victoria de su equipo 2 a 0 frente a Kasımpaşa Spor Kulübü.
En enero de 2017 el Trabzonspor hace efectiva la opción de compra por Fabián Castillo. El 29 de enero marca sus primeros dos goles en la goleada 4 a 0 sobre el Gaziantepspor saliendo como la figura del partido.

### Club Tijuana
El 26 de julio de 2018 es presentado como nuevo jugador del Club Tijuana de la Primera División de México. Debuta el 15 de agosto en la victoria 3 a 1 sobre FC Juárez. Marca su primer gol el 6 de octubre para el empate aun gol frente a Querétaro FC. Su primer gol del 2019 lo hace el 2 de febrero en el 2-0 sobre Deportivo Toluca.

### Cesiones
Sin lugar en el Tijuana, luego de vestir por dos temporadas la camiseta de Xolos, en junio de 2019 es anunciada su cesión al Querétaro FC. Tras una segunda etapa en Tijuana, en junio de 2021 es anunciada una nueva cesión, al FC Juárez por una temporada. Luego de una tercera etapa en Xolos desde junio de 2022, en enero de 2023 es anunciado como nuevo jugador de Colo-Colo de la Primera división chilena.

### Deportivo Cali  (2.ª Etapa)
El 24 de enero del 2024 es oficializado como nuevo refuerzo del Deportivo Cali llegando cedido desde el Club Tijuana después de haber culminado la cesión con el Colo Colo en el 2023.

## Selección nacional

### Categoría inferiores

#### Participaciones en Copas del Mundo Juveniles
| Mundial                             | Sede                               | Resultado                          | PJ | GA | Asis |
| ----------------------------------- | ---------------------------------- | ---------------------------------- | -- | -- | ---- |
| Copa Mundial Sub-17 de 2009         | Nigeria                            | Cuarto lugar                       | 5  | 1  | 1    |
| Copa Mundial Sub-20 de 2011         | Colombia                           | Cuartos de final                   | 2  | 0  | 0    |
| Torneo Esperanzas de Toulon de 2011 | Francia                            | Campeón                            | 0  | 0  | 0    |
| Total en Copas del Mundo Juveniles  | Total en Copas del Mundo Juveniles | Total en Copas del Mundo Juveniles | 7  | 1  | 1    |

### Selección absoluta
Fue convocado por primera vez a la Selección Colombia de mayores el 28 de agosto de 2015 para los amistosos de preparación a las Eliminatorias de Rusia 2018 contra la Selección de fútbol de Perú. Su debut sería el 8 de agosto en ese mismo partido donde jugaría 35 minutos del segundo tiempo siendo destacado por su buena actuación al lado de Jackson Martinez.

#### Participaciones enEliminatorias al Mundial
| Eliminatoria                        | Sede del Mundial | Posición      | Resultado   | PJ | GA | Asis |
| ----------------------------------- | ---------------- | ------------- | ----------- | -- | -- | ---- |
| Eliminatorias Mundial de Rusia 2018 | Rusia            | 4°lugar 27pts | Clasificado | 2  | 0  | 0    |

## Estadísticas

### Clubes
| Club                      | Div.          | Temporada     | Liga  | Liga  | Liga   | Copas nacionales | Copas nacionales | Copas nacionales | Torneos internacionales | Torneos internacionales | Torneos internacionales | Total | Total | Total  |
| Club                      | Div.          | Temporada     | Part. | Goles | Asist. | Part.            | Goles            | Asist.           | Part.                   | Goles                   | Asist.                  | Part. | Goles | Asist. |
| ------------------------- | ------------- | ------------- | ----- | ----- | ------ | ---------------- | ---------------- | ---------------- | ----------------------- | ----------------------- | ----------------------- | ----- | ----- | ------ |
| Deportivo Cali · Colombia | 1.ª           | 2010          | 17    | 3     | 3      | —                | —                | —                | —                       | —                       | —                       | 17    | 3     | 3      |
| Deportivo Cali · Colombia | 1.ª           | 2011          | 1     | 0     | 0      | —                | —                | —                | —                       | —                       | —                       | 1     | 0     | 0      |
| Deportivo Cali · Colombia | Total club    | Total club    | 18    | 3     | 3      | 0                | 0                | 0                | 0                       | 0                       | 0                       | 18    | 3     | 3      |
| FC Dallas Estados Unidos  | 1.ª           | 2011          | 22    | 2     | 3      | —                | —                | —                | 4                       | 0                       | 0                       | 26    | 2     | 3      |
| FC Dallas Estados Unidos  | 1.ª           | 2012          | 26    | 6     | 3      | 1                | 0                | 0                | —                       | —                       | —                       | 27    | 6     | 3      |
| FC Dallas Estados Unidos  | 1.ª           | 2013          | 33    | 2     | 5      | 3                | 0                | 0                | —                       | —                       | —                       | 36    | 2     | 5      |
| FC Dallas Estados Unidos  | 1.ª           | 2014          | 30    | 10    | 3      | 3                | 3                | 2                | —                       | —                       | —                       | 33    | 13    | 5      |
| FC Dallas Estados Unidos  | 1.ª           | 2015          | 34    | 10    | 7      | 1                | 0                | 0                | —                       | —                       | —                       | 35    | 10    | 7      |
| FC Dallas Estados Unidos  | 1.ª           | 2016          | 22    | 5     | 5      | 2                | 1                | 1                | —                       | —                       | —                       | 24    | 6     | 6      |
| FC Dallas Estados Unidos  | Total club    | Total club    | 167   | 35    | 26     | 10               | 4                | 3                | 4                       | 0                       | 0                       | 181   | 39    | 29     |
| Trabzonspor Turquía       | 1.ª           | 2016-17       | 28    | 3     | 2      | 6                | 0                | 0                | —                       | —                       | —                       | 34    | 3     | 2      |
| Trabzonspor Turquía       | 1.ª           | 2017-18       | 10    | 0     | 2      | 4                | 0                | 2                | —                       | —                       | —                       | 14    | 0     | 4      |
| Trabzonspor Turquía       | Total club    | Total club    | 38    | 3     | 4      | 10               | 0                | 2                | 0                       | 0                       | 0                       | 48    | 3     | 6      |
| Club Tijuana · México     | 1.ª           | 2018-19       | 23    | 3     | 2      | 5                | 0                | 0                | —                       | —                       | —                       | 28    | 3     | 2      |
| Club Tijuana · México     | 1.ª           | 2020-21       | 33    | 4     | 1      | 2                | 0                | 0                | —                       | —                       | —                       | 35    | 4     | 1      |
| Club Tijuana · México     | 1.ª           | 2022-23       | 9     | 0     | 2      | —                | —                | —                | —                       | —                       | —                       | 9     | 0     | 2      |
| Club Tijuana · México     | Total club    | Total club    | 65    | 7     | 5      | 7                | 0                | 0                | 0                       | 0                       | 0                       | 72    | 7     | 5      |
| Querétaro FC · México     | 1.ª           | 2019-20       | 28    | 5     | 3      | 2                | 1                | 0                | —                       | —                       | —                       | 30    | 6     | 3      |
| Querétaro FC · México     | Total club    | Total club    | 28    | 5     | 3      | 2                | 1                | 0                | 0                       | 0                       | 0                       | 30    | 6     | 3      |
| FC Juárez · México        | 1.ª           | 2021-22       | 26    | 0     | 2      | —                | —                | —                | —                       | —                       | —                       | 26    | 0     | 2      |
| FC Juárez · México        | Total club    | Total club    | 26    | 0     | 2      | 0                | 0                | 0                | 0                       | 0                       | 0                       | 26    | 0     | 2      |
| Colo-Colo · Chile         | 1.ª           | 2023          | 12    | 2     | 2      | 3                | 0                | 0                | 4                       | 0                       | 0                       | 19    | 2     | 2      |
| Colo-Colo · Chile         | Total club    | Total club    | 13    | 2     | 2      | 3                | 0                | 0                | 4                       | 0                       | 0                       | 19    | 2     | 2      |
| Total carrera             | Total carrera | Total carrera | 354   | 55    | 47     | 32               | 5                | 5                | 8                       | 0                       | 0                       | 394   | 60    | 52     |
| 1. 2. 3.                  |               |               |       |       |        |                  |                  |                  |                         |                         |                         |       |       |        |

## Palmarés

### Campeonatos nacionales
| Título                   | Club               | País           | Año  |
| ------------------------ | ------------------ | -------------- | ---- |
| Copa Colombia            | Deportivo Cali     | Colombia       | 2010 |
| Lamar Hunt U.S. Open Cup | FC Dallas          | Estados Unidos | 2016 |
| Copa Chile               | C. S. D. Colo-Colo | Chile          | 2023 |